# Мордовская Пишля
Мордовская Пишля — село, центр сельской администрации в Рузаевском районе. Население 619 чел. (2001), в основном мордва-мокша.
Расположена на реке Пишле, в 13 км от районного центра и 4 км от железнодорожной станции Пайгарм. Название-гидроним. Определение «мордовский» указывает на этнический состав населения. По актовому документу «Состав мужского населения Завального и Руднинского станов Саранского уезда на 1725 г.», здесь числилась 151, в 1732 г. — 163 души мужского пола. Согласно «Списку населённых мест Российской империи» (1864), Пишля — село казённое из 170 дворов (1 183 чел.); имелась становая квартира. По переписи 1913, в Пишле было 332 двора (2 182 чел.); церковно-приходская школа, кредитное товарищество, пожарная машина, 2 кузницы, 5 пекарен, 2 овчинных заведения, шерсточесалка, 9 ветряных мельниц и 1 — с нефтяным двигателем, 6 хлебозапасных магазинов, 1 винная, 2 пивные и 7 смешанных лавок. Согласно «Списку населённых пунктов Средне-Волжского края» (1931), в Мордовской Пишле насчитывалось 495 дворов (2 460 чел.). В начале 1930-х гг. были организованы 3 колхоза, в 1955 г. — укрупненный колхоз им. А. П. Байкузова, с 1960 г. — отделение № 6 совхоза «Шишкеевский», с 1965 г. — совхоз «Рассвет», с 1973 г. — им. Байкузова, с 1998 г. — 3 К(Ф)Х (специализация — молочное животноводство).
В современном селе — средняя школа, 2 библиотеки, Дом культуры, магазин, отделение связи; обелиск воинам, погибшим в годы Великой Отечественной войны; Рождество-Богородицкая церковь. Мордовская Пишля — родина писателя Ю. Ф. Кузнецова, заслуженного работника транспорта РФ В. В. Чадина, лауреата Государственной премии Республики Мордовия, кандидата филологических наук А. Н. Келиной, заслуженного врача МАССР Н. Н. Тимофеевой. В Мордовско-Пишлинскую сельскую администрацию входят с. Булгаки (10 чел.) и Тёпловка (6), д. Мордовские Полянки (27 чел.).

## Источник
- Энциклопедия Мордовия, А. Н. Келина.